# Calcochloris tytonis
Calcochloris tytonis е вид бозайник от семейство Златни къртици (Chrysochloridae).

## Разпространение
Видът е разпространен в Сомалия.